# Permotanyderidae
Los permotanidéridos (Permotanyderidae) son una familia extinta de insectos perteneciente al orden Protodiptera.
Junto con los permotipúlidos (Permotipula y Permila, Willmann, 1989) y los robinjohníidos (Robinjohnia, Scherbakov et al., 1995), los algo más lejanamente emparentados permotanidéridos constituyen un grupo de mecopteroideos del Pérmico Tardío de Australia y Eurasia (250-260 Ma) que representa a los parientes cercanos más antiguos de las moscas. Los dos primeros géneros presentaban alas separadas (presumiblemente las delanteras), y los dos últimos se han creado a partir de especímenes completos: Los robinjohníidos tenían cuatro alas de aproximadamente el mismo tamaño, mientras que las alas posteriores de los especímenes de Choristotanyderus nanus (Permotanyderidae) tenían un tamaño de aproximadamente la mitad de las delanteras, y su mesotórax era grande. En todos estos géneros la venación alar era reducida en comparación con la de otros mecopteroideos y cercana a la hipotética venación original de los dípteros (Hennig, 1973; Willmann, 1989).